# Hideo Sakai
Hideo Sakai (堺井 秀雄, Sakai Hideo) est un footballeur international japonais né le 10 juin 1909 et décédé le 3 juin 1996. Il évoluait au poste d'attaquant.

## Biographie
Hideo Sakai reçoit trois sélections en équipe du Japon lors de l'année 1934, sans inscrire de but.
En club, il joue en faveur de l'Université Kwansei Gakuin.